# Hřbitov Wolf
Hřbitov Wolf je historický hřbitov ve venkovském kraji Baxter County, v Arkansasu. Je umístěn blízko okresní silnice 68, jižně od železniční tratě a severně od White River. Jedná se o malý pozemek o rozloze menší než 0,5 akru (0,20 ha). Hřbitov byl založen kolem roku 1820 a obsahuje pozůstatky prvních osadníků Baxter County z rodin Adams a Wolf. Je zde 25 označených a asi 75 neoznačených hrobů, s nejstarším označeným hrobem z roku 1823. Poslední pohřeb byl na počátku 20. století. 
Hřbitov byl uveden v National Register of Historic Places v roce 2013.